# 3024 Hainan
3024 Hainan (1981 UW9) là một tiểu hành tinh nằm phía ngoài của vành đai chính được phát hiện ngày 23 tháng 10 năm 1981 bởi Đài thiên văn Tử Kim Sơn ở Nam Kinh.